# Thaumatogelis audax
Thaumatogelis audax är en stekelart som först beskrevs av Olivier 1792.  Thaumatogelis audax ingår i släktet Thaumatogelis och familjen brokparasitsteklar. Arten är reproducerande i Sverige. Inga underarter finns listade i Catalogue of Life.